# Christoph König
Christoph König (né en 1956 à Innsbruck) est un germaniste autrichien et professeur à l'Université d'Osnabrück.

## Carrière
König s'est consacré à la philosophie, à la germanistique et linguistique américaine à l'Université d'Innsbruck et a dirigé de 1986 à 2005 le Centre de recherche sur l'histoire de la germanistique des Archives littéraires allemandes de Marbach. Il est éditeur des Internationales Germanistenlexikon 1800-1950 et co-éditeur de la revue Geschichte der Germanistik.
König a passé son habilitation en 1997 à Berlin avec Ernst Osterkamp. Depuis 2005, il est professeur de littérature allemande moderne et contemporaine. En 2008/09, il a été fellow au Collège scientifique de Berlin.
König est considéré comme un spécialiste de Rainer Maria Rilke en particulier en ce qui concerne les manuscrits de l'écrivain. Depuis 2018, il dirige à l'université d'Osnabrück le "Arbeitsstelle Rilke" et prépare la première édition complète, critique et commentée de l'ensemble des œuvres de Rilke.

## Publications (sélection)
- Provinz-Literatur. Positionen der Prosa Vorarlbergs in synchroner Sicht (Innsbrucker Beiträge zur Kulturwissenschaft. Germanistische Reihe. Volume 20). Innsbruck 1984.  (ISBN 3-851240995).
- Hofmannsthal. Ein moderner Dichter unter den Philologen. Wallstein, Göttingen 2001,  (ISBN 978-3-89244-484-8).
- Éditeur.: Internationales Germanistenlexikon. 1800–1950. 3 volumes. De Gruyter, Berlin/ New York 2003 (Veröffentlichungen der Arbeitsstelle für die Erforschung der Geschichte der Germanistik im Deutschen Literaturarchiv Marbach.).
- Philologie der Poesie. Von Goethe bis Peter Szondi. De Gruyter, Berlin/Boston 2014,  (ISBN 978-3-05-005836-8).
- „O komm und geh“. Skeptische Lektüren der „Sonette an Orpheus“ von Rilke. Wallstein, Göttingen 2014,  (ISBN 978-3-8353-1517-4).
- Zweite Autorschaft. Philologie, Poesie und Philosophie in Friedrich Nietzsches „Also sprach Zarathustra“ und „Dionysos-Dithyramben“. Wallstein, Göttingen 2021,  (ISBN 978-3-8353-3883-8).